# Sjwilie Rock

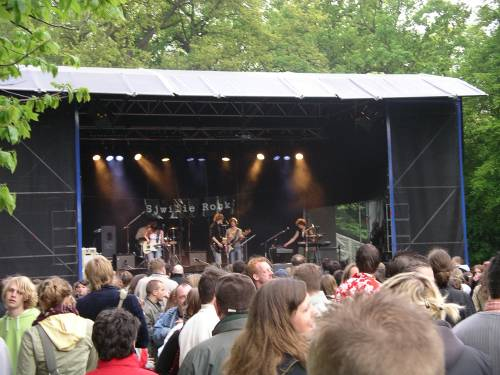
Barbie Bangkok op het podium van Sjwilie Rock .05

Sjwilie Rock was van 2001 tot 2007 een gratis muziekfestival in het Antwerpse district Hoboken. Het werd georganiseerd door Sjwilie vzw.
Op 5 mei 2001 vond de eerste editie plaats in het Hobokense park Zorgvliet, wat de vaste festivalgrond is gebleven.

## Sjwilie Rock .01
Sjwilie Rock .01 vond plaats op 5 mei 2001.
Optredens:
- AngeliCo
- Paranoiacs
- Hoest Saïet!
- Starline 69
- Za Mistre
- Scarlet Pulse

## Sjwilie Rock .02
Sjwilie Rock .02 vond plaats op 11 mei 2002.
Optredens:
- Tom Helsen
- Skool's Out
- AddFunk
- Gap11
- Clove Pink

## Sjwilie Rock .03
Sjwilie Rock .03 vond plaats op 10 mei 2003.
Optredens:
- Camden does Police
- Triggerfinger
- Starline
- Sub.Science
- SonaR

## Sjwilie Rock .04
Sjwilie Rock .04 vond plaats op 15 mei 2004.
Optredens:
- The Dallas Explosion
- Superbox
- SonaR
- The Donuts
- Concrete
- El Créme Glace Quès

## Sjwilie Rock .05
Sjwilie Rock .05 vond plaats op 14 mei 2005.
Optredens: 
- Barbie Bangkok
- Waldorf
- Assunta Mano
- El Créme Glace Quès
- Fence
- Nilfisq

## Sjwilie Rock .06
Sjwilie Rock .06 vond plaats op 13 mei 2006.
Optredens:
- Groove Grocery
- Staircase
- 123 Bedot
- Dallas Explosion
- Noppes
- Mint
- Roadhouse Libra

## Sjwilie Rock .07
Sjwilie Rock .07 vond plaats op 5 mei 2007.
Optredens:
- Hoboken All Star Band
- Audio Caffeine
- Private Universe
- Kermesse O Pruneaux
- SOPHA
- Exit April
- Eggshells